# Триглав (долина)
46°20′00″ пн. ш. 13°47′00″ сх. д. / 46.333333333333° пн. ш. 13.783333333333° сх. д.

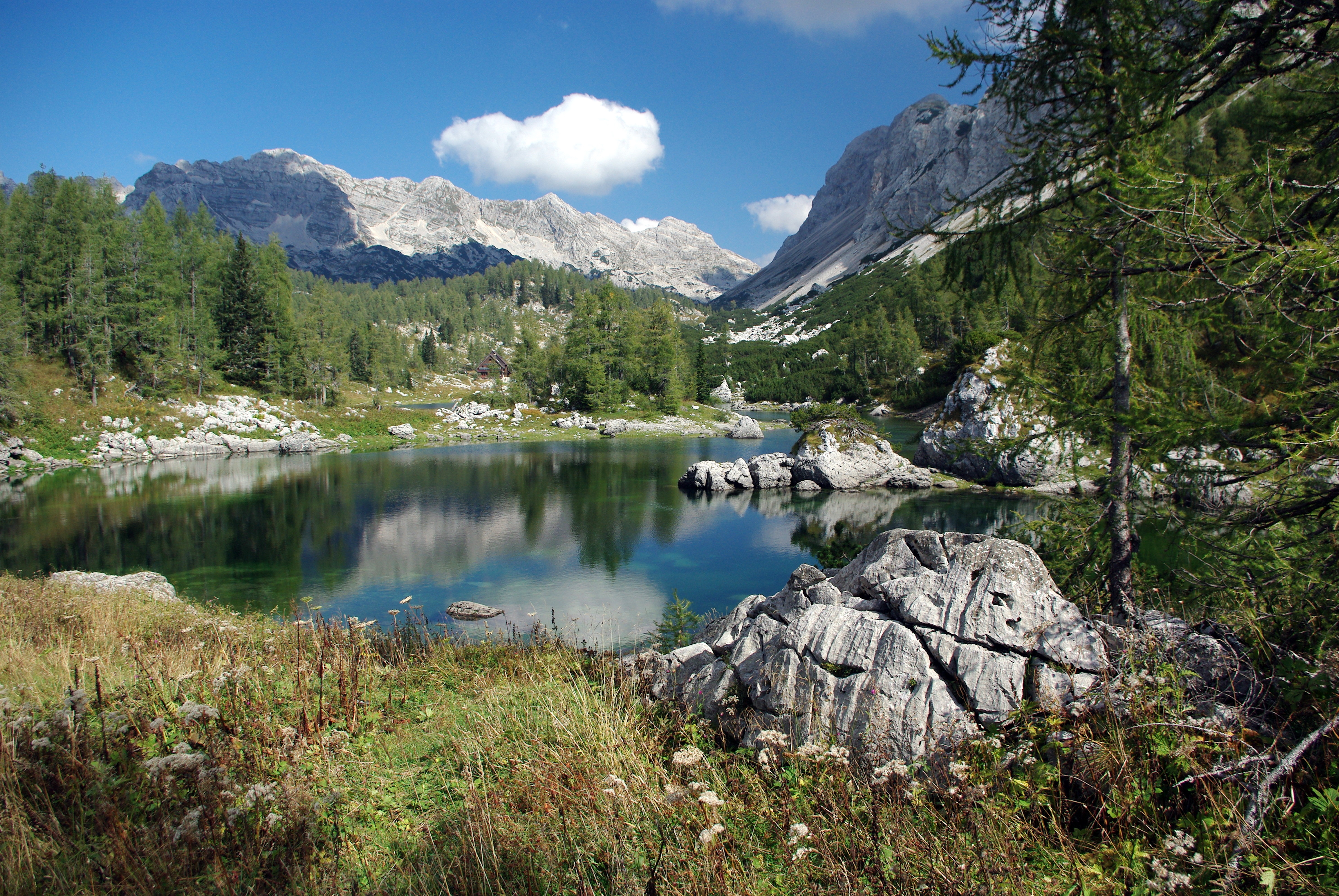
Подвійне озеро (Dvojno jezero) складається з двох взаємопов'язаних озер.

Долина Триглавських озер або Долина семи озер (словен. Dolina Triglavskih jezer) — це скеляста висяча долина в Юліанських Альпах в Словенії, під рівними сторонами гори Тікаріця та гори Зельнаріка на південний захід від Триглава. Долину ще називають Долиною семи озер (Dolina sedmerih jezer), хоча в долині є десять, а не сім озер. Він знаходиться над лінією дерев і є геологічно альпійським карстом; тому його також називали морем Кам'яної долини (Dolina kamnitega morja).

## Озера
Найнижчим озером є Чорне озеро (Črno jezero) на висоті 1294 метрів над рівнем моря; воно знаходиться над скелястим схилом Комарського крагу. У ній живе альпійський тритон (Ichthyosaura alpestris), ендемічний для Альп. Нижче гори Тікаріца (висота 1676 м (5 499 футів)) є два взаємопов'язані озера, відомі як Подвійне озеро (Dvojno jezero). На висоті 1838 м (630 футів) лежить Велике озеро (Veliko jezero) або озеро Ледвіка (Jezero v Ledvici). Воно має форму нирки і є найбільшим і найглибшим із цих озер. Найвищим є озеро Підштень (Jezero v Podstenju), яке розташоване на висоті 1993 м (6399 футів).

## Гірські будиночки

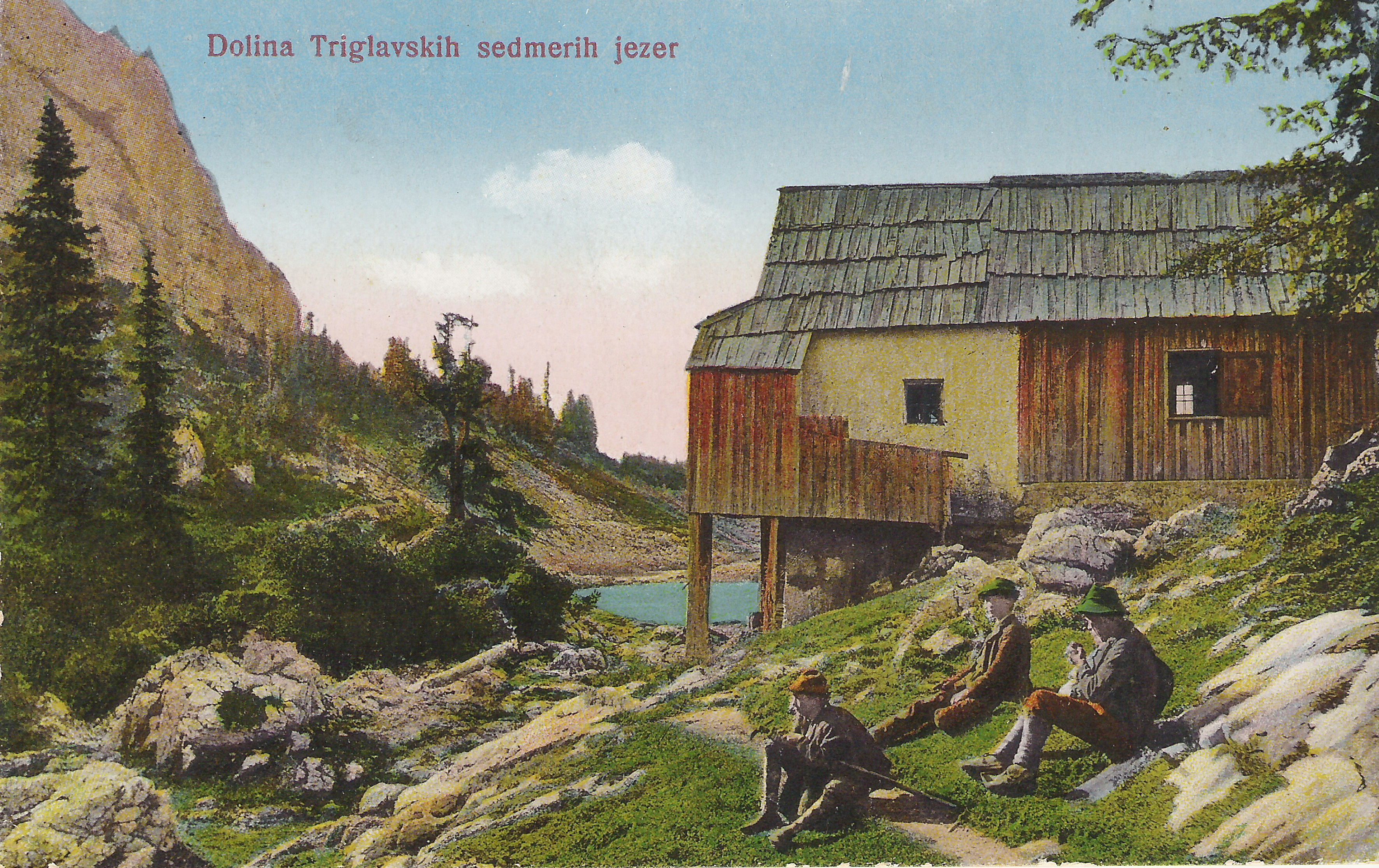
Листівка долини Триглавських озер 1922 року

У долині Триглавських озер є два гірські будиночки. Будинок Триглавських озер (Koča pri Triglavskih jezerih; 1683 метри або 5 522 фути), що належить клубу «Любляна-Матіка», розташований на його південному краю, тоді як будинок «Центральна Сава» у Преходавці (Zasavska koča na Prehodavcih; 2071 метр або 6,795 футів), керується Альпійським клубом Радече, розташований на його північному краю. Вони дві години ходьби один від одного. До них можна дістатися з Бохіня через плато Комна (5 годин до ложі Триглавських озер), з Бохіня над крагом Комарча (3 години), з пасовища Блато (3:30 годин), з Трента (3 години до центральної Ложа долини Сави та пасовища Требішшина (3:30 годин до центральної долини долини Сави).

## Культурне значення
Дизайнер Марко Погачник стилізував долину Триглавських озер у словенському гербі двома хвилястими лініями під силуетом гори Триглав.